# Maria Bruna Estrach
Maria Bruna Estrach   (Barcelona, 1984) és una matemàtica aplicada catalana especialitzada en el modelatge estocàstic de fenòmens multiescala amb aplicacions en biologia matemàtica i indústria. És membre afiliada i professora de la Universitat de Cambridge, a més de membre de la Royal Society University Research Fellow al Departament de Matemàtica Aplicada i Física Teòrica, i membre del Churchill College de Cambridge.
Bruna va néixer el 1984 a Barcelona i va créixer a Sant Cugat del Vallès, on va ser jugadora d'hoquei sobre gespa al Júnior Futbol Club. Va estudiar matemàtiques i enginyeria industrial a la Universitat Politècnica de Catalunya (UPC), completant els seus estudis el 2008. Va realitzar un màster d'un any en oftalmologia matemàtica a la Universitat d'Oxford, on va ser convidada per realitzar els seus estudis de doctorat (DPhil), completant el seu doctorat en matemàtiques aplicades el 2012.
Després, Bruna va ser investigadora postdoctoral en ciències de la computació a la Universitat d'Oxford, becària Olga Taussky Pauli, i investigadora postdoctoral sènior a l'Institut Johann Radon de Matemàtica Computacional i Aplicada a Àustria, i Investigadora Junior en Matemàtiques a St John 's College, Oxford, abans de mudar-se a Cambridge el 2019.
En 2016, Bruna va rebre la beca L'Oréal-UNESCO Women in Science, la primera atorgada en matemàtiques. També va ser guanyadora en 2016 dels Premis Aviva Women of the Future. El 2020, la Societat Matemàtica de Londres va atorgar a Bruna un Premi Whitehead «en reconeixement de la seva destacada recerca en homogeneïtzació asimptòtica, principalment en el desenvolupament sistemàtic de models continus de sistemes de partícules en interacció».